# オルドルフ (ザクセン公)

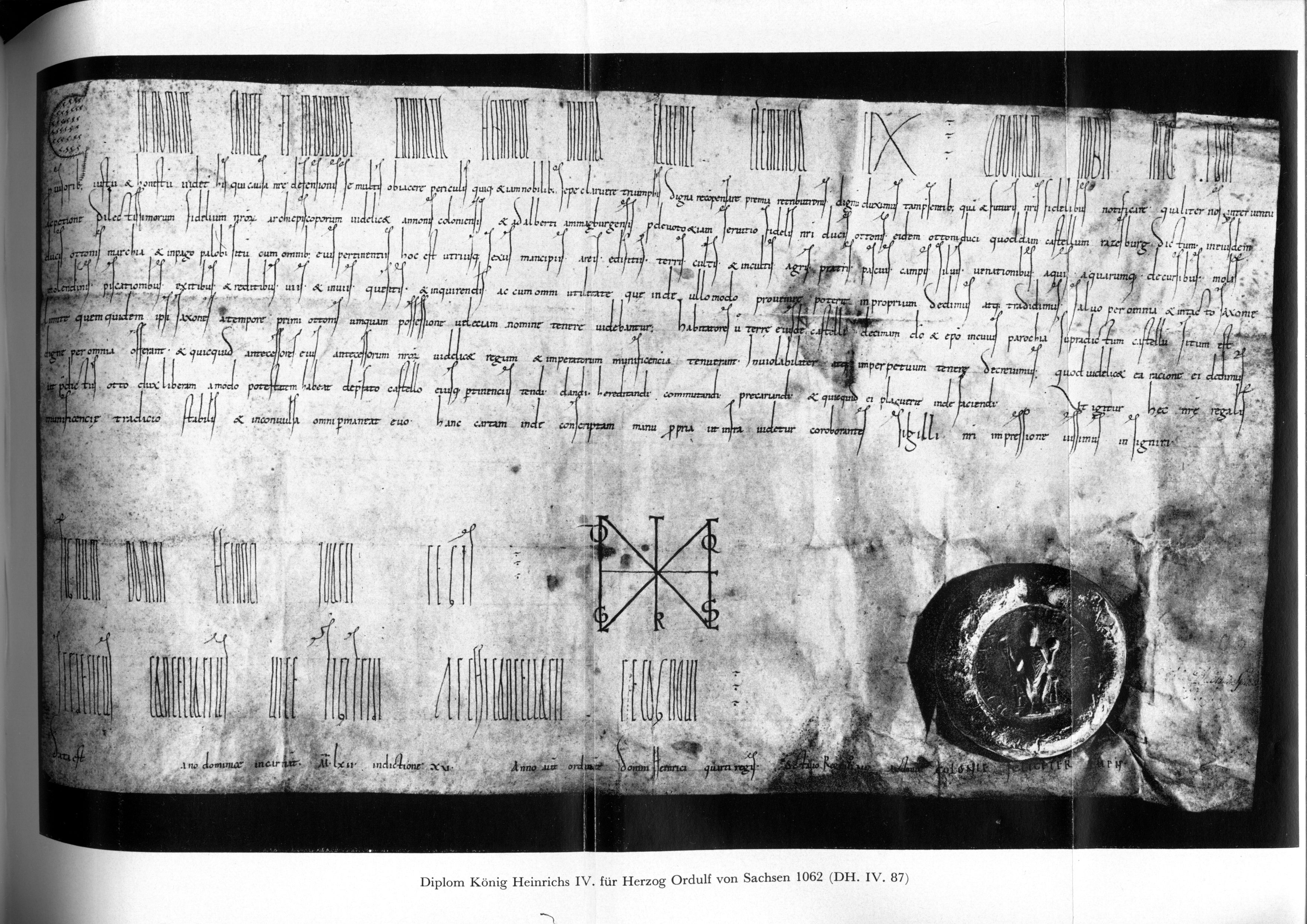
ハインリヒ4世からオルドルフへの書簡

オルドルフ（Ordulf, ? - 1072年3月28日）またはオットー（Otto）は、ビルング家出身のザクセン公（在位：1059年 - 1072年）。オルドルフはザクセン公ベルンハルト2世とアイリカ・フォン・シュヴァインフルト（ノルトガウ辺境伯ハインリヒ・フォン・シュヴァインフルトの娘）の間の子。

## 生涯
1043年、オルドルフは敵対していたデンマーク王スヴェン2世と同盟を結び、リルスコフ・ヘーデの戦いにおいて、ノルウェー王マグヌス1世側についたザクセン貴族とともにオボトリート族の軍を破った。デンマークの年代記によると、優勢とみられたスラヴ軍を攻撃するようマグヌスを説得したのはオルドルフであったという。
1059年、オルドルフは父ベルンハルト2世の跡を継いでザクセン公となった。彼の統治期間に起こったことは、ノルダルビンギア地方の支配の喪失、オボトリート族の支族であるヴァグリ族によるシュトルマルン地方の荒廃とハンブルクの破壊、そしてそれら失われた領地の奪還の失敗である。スラヴ人に対する連敗から、同時代の人々はオルドルフを「無駄な努力をする人」（ブレーメンのアダム）と評した。
オルドルフは1072年に死去し、リューネブルクの聖ミヒャエル教会に埋葬された。

## 子女
1042年11月にノルウェー王オーラヴ2世の娘ヴルフヒルトと結婚し、1男をもうけた。
- マグヌス（1045年頃 - 1106年） - ザクセン公（1072年 - 1106年）

2度目に、ゲルトルート・フォン・ハルデンスレーベン（ハルデンスレーベン伯コンラートの娘）と結婚し、1男をもうけた。
- ベルンハルト - 落馬しリューネブルクで死去